# Sason (geslacht)
Sason is een geslacht van spinnen uit de familie Barychelidae.

## Soorten
Het geslacht omvat de volgende soorten:
- Sason andamanicum Simon, 1888
- Sason colemani Raven, 1986
- Sason hirsutum Schwendinger, 2003
- Sason maculatum (Roewer, 1963)
- Sason pectinatum Kulczyński, 1908
- Sason rameshwaram Siliwal & Molur, 2009
- Sason robustum (O. Pickard-Cambridge, 1883)
- Sason sechellanum Simon, 1898
- Sason sundaicum Schwendinger, 2003